# Грб Мауританије
Грб Мауританије је званични хералдички симбол афричке државе Исламске Републике Мауританија. Грб је усвојен 1. априла 1959. године. Његов изглед базиран је на мотивима са националне заставе.

## Опис
Грб се састоји од унутрашњег круга зелене боје у којему се налазе златни полумесец и звезда, а испред њих сребрна палма и цвет. Зелена и жута боја су панафричке боје, али зелена је исто тако симбол ислама, најзаступљеније религије у држави. Жута представља песак пустиње Сахаре. Осим зелене боје, симбол ислама су и полумесец и звезда. На спољном кругу, беле боје, исписано је пуно име државе на арапском и француском, „Исламска Република Мауританија“.